# Koclířov
Koclířov (en allemand : Ketzelsdorf) est une commune du district de Svitavy, dans la région de Pardubice, en Tchéquie. Sa population s'élevait à 750 habitants en 2024.

## Géographie
Koclířov se trouve à 6 km à l'est-nord-est du centre de Svitavy, à 63 km au sud-est de Pardubice et à 155 km à l'est-sud-est de Prague.
La commune est limitée par Dětřichov au nord, par Kunčina et Moravská Třebová à l'est, par Kamenná Horka au sud, et par Svitavy à l'ouest.

## Histoire
La première mention écrite du village date de 1347.

## Administration
La commune se compose de deux sections :
- Hřebeč
- Koclířov

## Transports
Par la route, Koclířov se trouve à 6 km de Svitavy, à 71 km de Pardubice et à 184 km de Prague. 

## Galerie
|  |  |